# السينما المكسيكية
يشير مصطلح السينما المكسيكية إلى الإنتاج السينمائي الذي صنع في المكسيك أو في الخارج من قبل فريق من المحترفين والمهنيين، بميزانية من أصل مكسيكي في أغلب الأحوال. وترجع جذوره إلى رؤية ووجهات النظر المختلفة التي قدمها كل من جابرييل بيريه وفرديناند فون برناند، الذين أرسلهم الإخوة لوميير في عام 1896.
يعد الإنتاج السينمائي واحد من أبرز أنواع السينما في أمريكا اللاتينية.وحتى تحتفظ بصناعة ملف تعريف غير منتظم منذ نهاية الفترة المعروفة باسم العصر الذهبى للسينما المكسيكية، المرحلة التي حققت صناعة المكسيكية احترافها اعظم الدول أمريكا اللاتينة واسبانيا.في عام 1898 جاء أول صناع السينما المكسيكية والاجنبية، والسينما الوطنية وقد تطورت من الآراء الاولية وحققت المستوى الفنى والابداعى كبيرٱ على مدى العقد التالى.

## التاريخ

### البدايات
يصل الفيلم إلى المكسيك بعد شهرين تقريبا من ظهوره في باريس. في ليلة 6 أغسطس 1896، الرئيس بورفيريو دياز وعائلته وأعضاء حكومته مندهشة شهدت الصور المتحركة أن مبعوثين من الأخوان لوميير المتوقع مع السينما في واحدة من قاعات قلعة تشابولتيبيك.
كان نجاح وسيلة الترفيه الجديدة على الفور. قد بورفيريو دياز افقت على استقبال في جمهور كلود فرديناند فون برنار وغابرييل Veyre، projectionists أرسلت بواسطة لويس وأوغست لوميير إلى المكسيك، بسبب اهتمام كبير في التطورات العلمية في ذلك الوقت. وبالإضافة إلى ذلك، فإن حقيقة أن الاختراع الجديد جاء من فرنسا، وادعى القبول الرسمي له في المكسيك مع «الرئيس» الذي لم يخف "Frenchified" طعم.
بعد نجاحه لأول مرة خاصة، وقدم المخرج للجمهور في 14 أغسطس من ذلك العام، في الطابق السفلي من تخزين المخدرات Plateros، في الشارع الذي يحمل نفس الاسم (الآن ماديرو) من مكسيكو سيتي. الجمهور معبأة في الطابق السفلي من الطابق السفلي جلسة -Repetition صغيرة المحلي كافيه دي باريس، والذي ظهر لأول مرة cinematógrafo- وبقوة صفق «وجهات النظر» عرض برنارد وVeyre. ويقع Plateros "صيدلية قريبة جدا من حيث، وبعد سنوات قليلة، أول مسرح في البلاد سوف يكون موجودا: القاعة الحمراء.
وكانت المكسيك أول دولة في الأمريكتين التي تتمتع الوسيلة الجديدة، كما تم حظر دخول السينما إلى الولايات المتحدة عن طريق توماس الفا اديسون، على الرغم من أن يشاع أن لدون بورفيريو، أو حكومته زيارتها صداقة جيدة مع الحكومة الفرنسية في ذلك الوقت وبسبب ذلك، يفضل الآباء إلى المكسيك لتصوير كان أول بلد في أمريكا ليشهدوا هذه الوسيلة. في وقت سابق من العام نفسه، وكان توماس وفرانسيس جينكينز أرمنت وضعت في واشنطن vitascope، على غرار جهاز السينمائية. وكان اديسون تمكنت من شراء حقوق vitascope ويعتقد أن تسويقه تحت اسم صور متحركة. وصول اختراع لوميير اديسون يعني دخول إلى المنافسة التي لم تشهد من قبل.
وقد زار البرازيل والأرجنتين وشيلي وكوبا وكولومبيا وغيانا أيضا من قبل مبعوثين من لوميير بين عامي 1896 و1897. ومع ذلك، كانت المكسيك الدولة الوحيدة في الأمريكتين حيث جعلت الفرنسية سلسلة من الأفلام التي يمكن اعتبار المبادرين لل تاريخ السينما.
وصل في العام نفسه أيضا vitascope الولايات المتحدة إلى المكسيك. ومع ذلك، كان الأثر الأولي للالسينمائية لم تترك فرصة لاديسون للاستيلاء على الجمهور المكسيكي.
وصل في العام نفسه برنار وVeyre في المكسيك، تم تصويره على رئيس الجمهورية المشي على ظهور الخيل في الغابة تشابولتيبيك و35 أفلام قصيرة أخرى في العاصمة، غوادالاخارا وفيراكروز. تسببت في واحدة من أفلام المخرجين الفرنسية، يحق للمبارزة مسدس في غابة تشابولتيبيك هياج لأن الناس حتى لا يفرق الواقع عن الخيال. هذا الفيلم يمكن أن تكون مستوحاة من الفيلم بعنوان توماس الفا اديسون بيدرو غونزاليس Esquirel وDionecio - مبارزة المكسيكية، قدمها قبل ثلاث سنوات. في عام 1897 تم إجراء أول فيلم صامت من إنتاج المكسيكي، ودعا شجار من الرجال في زوكالو.
وكانت صناع السينما المكسيكية الأولى المهندس سلفادور توسكانو (منذ عام 1898)، غييرمو بيسيريل (منذ عام 1899)، والاخوة ستال والأخوة ألفا (منذ عام 1906) وانريكي روساس، الذي أنتج في عام 1906 أول فيلم روائي المكسيكي، بعنوان احتفالات الرئاسية في ميريدا، فيلم وثائقي عن زيارات الرئيس دياز إلى جزيرة يوكاتان.
في قدم 1898، كالي من الروح القدس، وaristógrafo، جهاز اخترعه المكسيكي لويس ادريان لافي أتقاهم فشل محاولات غيرها من الصور مشروع المخترعين في مجال الإغاثة. «... اختراع العدسة والتي تحتوي على التوائم داخل سيارة الدفع بواسطة تيار كهربائي، في مثل هذه الطريقة أنه في كل مرة المقابلة لمرأى العين من العين الأخرى واعترضوا آلية. الصور تأتي بسرعة بحيث، عن طريق تأثير استمرار الطباعة الشبكية، وليس فقط آراء يتم تمييز، ولكن يبدو أيضا ثابتة تماما عند استخدام التلسكوب يصبح»1
ووفقا للناقد ومؤرخ السينما المكسيكية إميليو غارسيا رييرا، فإن ظهور صناع السينما المكسيكية الأولى لا طاعة الشعور القومي، ولكن بدلا من الطابع البدائي الذي كان الفيلم ثم: أفلام قصيرة، أقل من دقيقة واحدة، التي تسببت في حاجة مستمرة للمواد جديدة لعرضها.
المكسيك تندفع برنار وVeyre، والمواد المرفوعة منهم في فرنسا والذي تم تصويره في المكسيك كانت اشترتها برناردو أغيري وذهب على الشاشة لفترة من الوقت. ومع ذلك، «... لوميير يظهر توقف العالم في عام 1897، وبعد ذلك كانت تقتصر على بيع الأجهزة ونسخ من الرأي القائل بأن مبعوثيه قد اتخذت في البلدان التي زاروها.» سبب هذا الملل السريع من الجمهور، الذي كان يعرف عن ظهر قلب «وجهات النظر» التي كانت كل الغضب قبل بضعة أشهر.
سلفادور توسكانو، الأول المخرج المكسيكي
بدأ في عام 1898 مديرا مهندس سلفادور توسكانو، الذي كان قد خصص لعرض الأفلام في فيراكروز. عمله هو واحد من الدول القليلة التي لا تزال منذ الأيام الأولى للسينما. في عام 1950، ابنته كارمن توسكانو نشرت العديد من الأعمال على فيلم روائي طويل بعنوان ذكريات المكسيكية (1950). شهد توسكانو مع كاميرته مختلف جوانب الحياة في البلد خلال بورفيرياتو والثورة المكسيكية. وقد بدأت، في الواقع، فإن الجانب الوثائقي الذي كان الكثير من الأتباع في المكسيك.

### السينما الصامته
فيلم صامت المكسيكي
وقد تم تصوير مبارزة مسدس في بوسكي تشابولتيبيك (1896) برنارد الفرنسية وVeyre، استنادا على قصة حقيقية، والتي وقعت قبل فترة وجيزة نائبين في بوسكي تشابولتيبيك.
وكانت إعادة بناء الأحداث الشهيرة يست جديدة في عام 1896. اديسون قد صورت شريط صغير للمصور الحركات، التي ربما يكون قد ألهم الشريط برنار وVeyre. عرض المكسيكي المبارزة (1894) ربما كان أول فيلم المكسيكي تظهر على رجلين واجهت في مبارزة مع السكاكين - بيدرو Esquirel وDionecio غونزاليس. وكانت هذه الصورة من المكسيكي عنيفة، منذ ذلك الحين، والصورة النمطية التي فرضتها الولايات المتحدة فيلم إشارة إلى المكسيك.

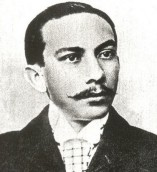
Salvador Toscano, primer cineasta mexicano

سلفادور توسكانو تم تصويره في عام 1899 نسخة قصيرة من دون خوان تينوريو. وأظهر هذا الفيلم التناقض الذي اتخذ الخيال في ذلك الوقت: كان الوثائقية التي سجلت أداء مسرحي لمسرحية، ولكنه كان الخيال لأنها أظهرت فقط أداء الممثلين.
في عام 1907، أدلى الممثل فيليب دي خيسوس هارو أول الطموح النار فيلم الخيال في المكسيك: وصهيل دي دولوريس أو استقلال المكسيك (1907). نفس هارو عبت المحرر ميغيل هيدالغو وكتب القصة. تم عرض الفيلم، وجوبا تقريبا، كل 15 سبتمبر حتى 1910.
كانت أفلام الخيال أخرى من تلك الحقبة: سان valedor الاثنين أو ليلة الاثنين حارس سان (1906)، فيلم كوميدي يفترض إخراج مانويل نورييغا. مغامرات تلميح الأعلى في تشابولتيبيك (1907)، على المدى القصير هارو المذكور. الوردية من Amozoc (1909) أول فيلم الخيال من انريكي روساس. والذكرى السنوية لوفاة والدة Enhart (1912) من الأخوة ألفا، أقدم نسخ فيلم الخيال التي لا تزال قائمة. هذا الفيلم هو كوميديا من بطولة الممثلين وأنطونيو فيسنتي Enhart الفرح، الكوميديين مسرح غنائي، مما يدل على النفوذ الفرنسي ملحوظ في أسلوبه في صناعة الأفلام.
تميزت الثورة قوس كبير في أداء أفلام الخيال في المكسيك. مع نهاية رسمية للصراع، في عام 1917، على ما يبدو لإحياء هذا الجانب الفيلم، والآن في شكل فيلم.
في عام 1917، وجاء استيراد الرئيسي من الأفلام إلى المكسيك من أوروبا. الانتهاء من الولايات المتحدة الأمريكية لا تؤسس نفسها كمركز منتج الفيلم الرئيسي، ولكن هوليوود قد بدأت تظهر وكأنها مكة المكرمة في المستقبل من السينما. وبالإضافة إلى ذلك، والعلاقات المتوترة بين المكسيك والولايات المتحدة، جنبا إلى جنب مع الصورة النمطية من «العصابات المكسيكية» في العديد من الأفلام الأمريكية، تسبب الرفض، سواء الرسمي والشعبي، إلى العديد من الأفلام الأمريكية في تلك الحقبة.

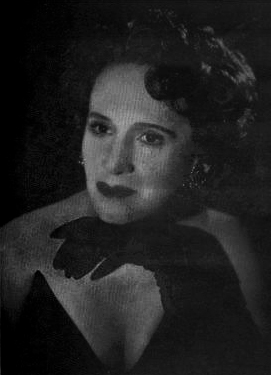
ماريا تيريزا مونتويا، ممثلة مكسيكية ونجم الرمادية للسيارات (1919

وكانت فرنسا وإيطاليا وأنماط لمتابعة ل «إعادة فتح» الخيال السينما المكسيكية في عام 1917. هذا وقد صدر في العام في المكسيك الحرائق (ايل fuoco، 1915) الفيلم الإيطالي الذي تلعبه بينا Menichelli، الممثلة الذي حقق شعبية كبيرة في المكسيك وعرض فيه مفهوم فيلم «ديفا»، سابقا تستخدم فقط للمسرح أو أوبرا.
ماريا تيريزا مونتويا، ممثلة مكسيكية ونجم الرمادية للسيارات (1919)
ضوء، بالثلاثي الحياة الحديثة (1917) هو عنوان أول سمة «الرسمية» من السينما المكسيكية. و«الرسمية» صفة لبعض الكتاب يعترف عمل يوكاتان كارلوس أريدوندو مارتينيز ومانويل Cirerol Sansores، الذي تم تصويره قبل عام 1810 أو من محررين من المكسيك! (1916) والتي ربما تكون الميزة الأولى الخيال الوطني.
وكانت الأفلام الشهيرة الأخرى في هذا العصر الذهبي الأول: في الدفاع عن النفس (1917)، والنمرة (1917)، والحالم (1917)، وكلها التي تنتجها الأزتيك أفلام. هذه الشركة، التي تأسست من قبل الممثلة ميمي Derba وانريكي روساس، أول شركة بالكامل السينما المكسيكية. Derba ربما كان المخرج الأول nacional.2
ولدت الموضوعات التي صاحبت السينما المكسيكية في السنوات 1917 إلى 1920. تيبيياك (1917)، وهو الفيلم الذي تتعلق الغريب ظهورات العذراء غوادالوبي مع غرق سفينة في القرن العشرين، تم تصويره من قبل فرناندو ساياجو. تباري (1917) من قبل لويس يزاما، الذي يحافظ على علاقة وثيقة في حجته مع أفلام مثل Tizoc: الحب الهندي (1957): الهندي الذي يقع في حب مع وريثة غنية من الجلد الأبيض. وأخيرا يأتي عيد الفصح والبغي التي أنشأتها الكاتب فيديريكو جامبوا، الذي كان أول ظهور فيلمه في فيلم من إخراج لويس ج Peredo في عام 1918، مع الممثلة ايلينا سانشيز فالنزويلا كما في مسرحية.
تنويه خاص يستحق سيارة رمادية (1919)، بلا شك الأكثر شهرة فيلم صامت عصر السينما المكسيكية. تم تصويره بواسطة انريكي روساس -of السينمائي كبيرة النظر في المرات التي تم وردت أسماؤهم في هذا النص الفيلم ليس هذا حقا. بل هو سلسلة من اثني عشر حلقات يحكي مغامرات الفرقة الشهيرة في سرقة المجوهرات الذي اشتهر في مدينة المكسيك عام 1915. وكان الفيلم من بطولة ماريا تيريزا مونتويا، الممثلة التي تتمتع بشعبية كبيرة وسمعة طيبة في المسرح أمريكا اللاتينية.
واعتبر رامون Novarro، الممثل المكسيكي الشهير في هوليوود الأفلام الصامتة، منافس، وخليفته في وقت لاحق من رودولفو فالنتينو.
لعام 1919 كانت قد خففت الاحتكاك مع جارتها الشمالية، وبدأت السينما في هوليوود لغزو الأسواق في جميع أنحاء العالم. شهد العقد 1920-1929 التحول من العالم. كانت الحرب العالمية الأولى تغيرا جذريا قيم بكثير من المجتمع، وحاول الناس أن ننسى عاش الرعب حتى عام 1919. في «العشرينات سعيدة» ولدت الإذاعة وموسيقى الجاز والتنانير القصيرة والفاشية، النازية والكساد الاقتصادي الأمريكي.
في عام 1927 تحدث الفيلم للمرة الأولى. المغني جاز (1927) آلان كروسلاند، أصبح رأس حربة جديدا السينمائية: الصوت. من تلك اللحظة، السينما يراهن كل شيء على الكلمات والموسيقى، والدخول في حقبة جديدة في تاريخها. بعد عام 1920، وكان الفيلم المكسيكي مهنة متفاوتة ضد تزايد الإقبال على السينما في هوليوود. تنافست أسماء رودولفو فالنتينو، توم ميكس وغلوريا سوانسون مع ميزة كبيرة ضد كارلوس فياترو، غولكوندا ودى يجيا ايلينا سانشيز فالنزويلا، وطعم الجمهور المكسيكي. وعموما، فإن القليل جدا يمكن إنقاذ يسكت فيلم المكسيكي من العشرينات. ولعل الأهم من العقد للسينما لدينا كان إعداد الحصول على مختلف الفاعلين والمخرجين والفنيين المكسيكي في هوليوود. الجهات الفاعلة المكسيكية مثل رامون Novarro، دولوريس ديل ريو ولوب فيليز ونقل عن النجوم الكبار في هوليوود عام 1920.
ومن بين المخرجين وتلقى فرناندو دي فوينتيس، إميليو فرنانديز، روبرتو وجوسليتو رودريجيز التعليم فيلمه في هوليوود. وهكذا، السينما المكسيكية كانت تستعد لما يمكن أن يكون العصر الذهبي.

#### السينما المتحركة
وعلى الرغم من إدراج الصوت في الفيلم في عام 1927، وكان حتى ميغيل توريس كوتتريراس مدير بطولة جواكين عام 1929، وقام بتصوير فيلم النس والنوبال مع جواكين بارديس وروبرتوسوتو .
وسابقا ان غوستافو سابيزدى سيلسيليا وتصويره لفيلم (حفلة زواج وزاريو) عام 1929 واخرج الفاريز الفيلم الوثائقى للطيران (اجنحة المجد) ومديره تشارلز أمادور واخرج وانتج الفيلم القصير (البرئ) عام 1929.
ومع العروض التي كتبها إميليوتيرو وأديلا ساكيرو التي أعربت كل هذة الأفلام في نظام السيرة التلفونية والذين فشلوا في العرض العام لديها. وبعد أشهر مدير دافائيل ج للأفلام أشبيلية «أقوى من الواجب» عام 1930 بنظام السيرة الذاتية عبر التلفون وأيضا نستعرض فشل بعدم الكفاءة الفنية في إدارة تزامن الصوت مع الصورة.
في فبراير عام 1930 بدات الموسيقى التصويرية على يد ميغيل كونتريراس توريس وروبرتة تترنبول تنصيب الرئيس باسكال اورتيزروبيو أيضا وجه كونتريراس توريس الحالمين للمجد عام 1930.
إعادة إنتاج الصوت في المكسيك وشمال أمريكا على مواقع المغرب، يجب باخذ الاعتبار ان الافلام القصيرة زيتاى 1931 لميغيل كونتريراس توريس وجزئيا اعرب الفيلم الصوت تهريب عام 1931 ومع الجهات الفاعلة لفرجينيا زوى ورامون باردا
كان أول نجاح صوتى المكسيكى مع الصوت البصرية اليوم نسخة جديدة من سانتا الممثل الاسبانى انطونيو مورينو ادى إلى لعبت من قبل وبيتاتوفار مع .الموسيقى من أغسطس لار وصورت مع نظام الصوت المكسيكى صدر مارس 1932 في قصر السينما مكسيكو سيتي.كان سانتا أول فيلم المكسيكي أن تدمج تقنية الصوت المباشر، سجلت بالتوازي الصوت إلى الصور في نفس الفيلم. تم إنشاءهذه التقنية في عام 1929 من قبل مهندس الالكترونيات خوسيه دي خيسوس رودريجيز Ruelas المعروفة باسم جوسليتورودريغيز، الذي اخترع جهاز تسجيل للصوت بصري فيلم خفيف جدا وعملي. اختراع عمد مع اسم رودريجيز الصوت نظام تسجيل] وثورة في نظام الجنينية للالتزامن المثالي بين الصوت والصورة في الفيلم. هو ثالث فريق في العالم الذي حصل على تسجيل الصوت البصرية للأفلام.
ومن بين الابتكارات الأخرى، ثبت أن أول كمبيوتر محمول في العالم، فقط 6 كجم. (12 رطلا) أنه بالمقارنة مع 90 كجم (200 رطل)، متوسط وزن الحالية لحجمها، على ما يبدو محاولة فاشلة. اليوم (القرن الحادي والعشرين)، يتم تسجيل الصوت التناظرية في ظل ظروف مماثلة لتلك التي اكتشفها المهندس مبادئ جوسليتو رودريجيز. ساعد اختراعه خلق الكثير من المعايير الدولية لتسجيل الأفلام
بدعم من فريق مدرب في هوليوود لتصوير سانتا (1932) لم يكن ضربة حظ: يطاع عن خطة لإنشاء صناعة السينما المكسيكية، نفسها التي تضمنت تأسيس الشركة الوطنية للإنتاج السينمائي.
حصلت هذه الشركة بعض الدراسات السينمائية الموجودة من عام 1920، وفرض نفسه على السينما الشركة أهم بلد. قرار «استيراد» تم تقريبا جميع موظفي التصوير مع فكرة ضمان نجاح المالي للفيلم.
تم تقسيم البيئة الفكرية المكسيكية بين الثورة والاشتراكية. وكانت الثورة الروسية عام 1917 طبعت يقل أهمية عن الثورة المكسيكية في تفكير بعض المثقفين من البصمة البلاد. عاش المكسيك روعة Muralismo، وهي حركة الجمالية مع اليسار الايديولوجي الذي لم اختبأ. الأدب والموسيقى والشعر والرسم والتصوير الفوتوغرافي، كانت الفنون التي كان لها التطور الكبير في الثلاثينات. سيلفستر Revueltas، كزافييه Villaurrutia، كارلوس بليسر، سلفادور نوفو، دييغو ريفيرا، دافيد الفارو سيكيروس، خوسيه كليمنتي أوروزكو، فريدا كاهلو، خوان O'Gorman، ماريا إزكويردو، تينا Modotti، مانويل ولولا ألفاريز برافو، كانوا من بين الفنانين الآخرين العظيم جزء بانوراما الفني والفكري المكسيك الحديثة. وكان القاسم المشترك في موضوع أعماله إعادة النظر في الثورة المكسيكية.
في هذه البيئة، فليس من المستغرب أن الاتجاه الذي أعقب السينما المكسيكية عند إنشائه أسس صناعة السينما الوطنية. وأشارت السياسة والفن للثورة موضوعه الرئيسي، وكان ذلك في مسار تليها صناعة جديدة بحلول عام 1930، كان قد تم الاعتراف الفيلم المساهمات سيرجي آيزنشتاين وفسيفولود Pudovkin في جميع أنحاء العالم. كانت الضربة (1924)، وسفينة حربية بوتيمكين (1925)، الأم (1926) وأكتوبر (1927)، وحجر الزاوية في تاريخ الفن السينمائي.
بين عامي 1930 و1932، كان آيزنشتاين في المكسيك، يرافقه مساعد والترجمة، أوغستين أراغون ليفا، من أجل تقديم فيلم من شأنه أن يكون في الهواء الطلق واسعة عن البلد: عاشت المكسيك! (1930-1932). المخرج السوفيتي جاء برعاية بعض المثقفين اليساريين الأمريكي، وكان قد تم في هوليوود حيث انه لا يستطيع تقديم أي فيلم، لفشله في الحصول على تصريح إقامة في البلاد.
عاشت المكسيك! (1930-1932) لا يمكن أن تكتمل لرعاة انسحبت تمويل آيزنشتاين وأبقت المادة المصورة. ومع ذلك، الصور التي تم التقاطها من قبل مدير السوفياتي يمكن تقديره في الأفلام المختلفة التي قدمت منها: عاصفة على المكسيك، سول الصغرى، والوقت الشمس ماري سيتون، والتي ستكون حاسمة بالنسبة لأسلوب لاحق من السينما المكسيكية .
جماليات بصرية لونغ تعيش المكسيك! كان لديه تأثير كبير على السينما الوطنية. كانت المناظر الجميلة، والغيوم رقيق وتمجيد السكان الأصليين ثلاثة عناصر بارزة من هذا الاقتراح الجمالي. واعتبر هذا النمط على النحو المستمد من اللوحة جداريات، وخاصة دييغو ريفيرا وتتأثر إلى حد كبير المكسيكي الشاب الذي كان يعمل في هوليوود وشهد المشروع: إميليو فرنانديز.

## العصر الذهبى
وفقا لبعض المؤرخين والنقاد الفيلم، ان «السنوات الذهبية» حقيقية من السينما المكسيكية تتوافق مع الفترة التي تتزامن مع الحرب العالمية الثانية بين عامي 1939 و1945. ومع ذلك، قبل سنوات كنت بدأت هذه، كانت السينما المكسيكية حققت بالفعل المستوى التقني والفني الكبير، وكان سوق راسخة، على حد سواء داخل وخارج البلاد، حتى الحرب العالمية الثانية جاء فقط لزيادة الإنتاج وتوسيع السوق القائمة بالفعل، والذي لا ينتقص من مكانتها باعتبارها في غاية الأهمية للحفاظ على مستوى الصناعة المكسيكية في تلك العناصر سنوات.
لوب فيليز، نجمة المكسيكية في هوليوود.
مع الدعم الأمريكي للحرب، أعطيت طفرة غير مسبوقة من السينما الوطنية. استوديوهات السينما الكبرى الأميركيين دعم التنمية المشتركة وذلك من السينما الوطنية، لأسباب إستراتيجية والحفاظ على السيطرة على المكسيك، كما كان وقت تلوح في الأفق والنفوذ الشيوعي في الاتحاد السوفييتي خلال موقعها الاستراتيجي المكسيكي وكل نصف الكرة أمريكا اللاتينية، مما أدى إلى إستراتيجية وسائل الإعلام على سكان المكسيك غير المتعلمين وأثرت بسهولة. وكانت بعض الأفلام المكسيكية التي حققت نجاحا نقديا وتجاريا ضخما امرأة من ميناء (1934)، Janitzio (1934) واثنين من الرهبان (1935). قد شخصيات مثل أندريا بالما، استير فرنانديز، لوب فيليز، تيتو Guízar ودومينغو سولير صلت بالفعل إلى مستوى الأساطير بين الجماهير المكسيكية.
ثم بداية العصر الذهبي سوف تأتي مع الإفراج عن الفيلم أون الرانشو غراندي، الذي افتتح هذا النوع من النوع ranchera الكوميديا المزروعة في المكسيك لم يسبق لها مثيل في باقي أنحاء العالم، بسبب الثقافة والخصوصيات المكسيكي. تدويل يأتي من 1941 مع فيلم آي خاليسكو، لا تستسلم! لعبت من قبل خورخي نيغريتي. وتأتي النهاية بعد وفاة الممثل والمغني بيدرو إنفانتي، في عام 1957.
وستعرض «وكان أول فيلم المكسيكي الذي صدر في الناطقة بالانكليزية الأسواق مع ترجمة إلى الإنجليزية في برودواي (نيويورك) في إطلاق توزيع وطنية، حيث تلقي الثناء: أهمية أون الرانشو غراندي هو واضح في تفاصيل مثل هذه.. من المجلات مثل مجلة نيوزويك هذا الفوز على وجه الخصوص أثار أنشطة تجارية جديدة من السينما المكسيكية في الولايات المتحدة، حيث شركات التوزيع إنشاء قريبا فروع متعددة: في سان أنطونيو، الباسو ونيويورك، وبطبيعة الحال، ولوس أنجلوس وهناك، أ. قالت المفوضية نقلت في filmic بتأثر:» يتم فرض الأفلام المكسيكية في الأسواق الخارجية«في الولايات المتحدة، والأفلام المكسيكية وفاز أكثر من ضعف ما دخلت الأشرطة المحرز في اللغة الأسبانية في هوليوود ..»3
صعود السينما المكسيكية فضل ظهور جيل جديد من المخرجين. للجمهور، ومع ذلك، فإنه كان أكثر إثارة للاهتمام ترسيخ الصورة الحقيقية للنجوم الوطنية ستكون الأرقام الرئيسية للنظام النجوم لم يسبق لها مثيل في تاريخ السينما الاسبانية.
في تلك السنوات، وتناول الفيلم المكسيكي المواضيع والأنواع أكثر من أي وقت آخر. كانت أدبية، والكوميديا، rancheras الكوميدية والأفلام البوليسية، الكوميديا والموسيقى الدراما جزء من المخزون السينما المكسيكية من تلك السنوات. وفي المرحلة النهائية من هذه الفترة سيكون نوع آخر يمكن أن يعتبر يتم افتتاحه الوطني، ومثل الكوميديا ranchera، كان لا منافس لها خارج المكسيك: هذا النوع من القتال أو المصارعة الأفلام.
في عام 1943، وفيلم زهرة برية تجميع فريق من المخرج اميليو إنديو فرنانديز، المصور غابرييل فيغيروا، الممثل بيدرو ارمينداريز والممثلة دولوريس ديل ريو. قمة الأعمال ماريا كانديلاريا واللؤلؤ، وتعتبر أشرطة فرنانديز وفريقه، ملأت المكسيكية السينما هيبة هائلة، ويمرون المهرجانات السينمائية الهامة في العالم (منحت ماريا كانديلاريا في عام 1946 مع سباق الجائزة الكبرى [غران جائزة] مهرجان كان السينمائي، الاسم السابق للفوز بالسعفة الذهبية، وكان أول فيلم باللغة الإسبانية التي فاز). وفي الوقت نفسه، منحت لؤلؤة غولدن غلوب لصناعة السينما الأميركية، وكان أول فيلم الاسبانية التي حصلت على هذا الاعتراف.
في العصر الذهبي للسينما المكسيكية انه يحاكي نظام النجوم التي كانت سائدة في هوليوود. وهكذا، على عكس صناعة الأفلام الأخرى في السينما المكسيكية بدأ لتطوير «الممثل عبادة»، الأمر الذي أدى إلى ظهور النجوم التي تسببت في ضجة كبيرة في الجمهور وأصبحت الأصنام الحقيقية، طريقة واحدة مشابهة جدا لتلك التي من صناعة السينما في الولايات المتحدة. ومع ذلك، وعلى عكس ما حدث في هوليوود، لم يكن لديهم استوديوهات السينما المكسيكية السلطة الكاملة على النجوم الكبار، وهذا سمح لهم هذه تألق بشكل مستقل والتطور في العديد ضخمة من الأنواع، وعلى رأسها شخصيات الناشئة في السينما المكسيكية في 50s، أكثر تنوعا بكثير والكامل من تلك التي في العقد الماضي.
خورخي نيغريتي
في هذه المرحلة للسينما المكسيكية وقال خورخي نيغريتي والممثل والمغني الذي كان مثال للموسيقى ranchera، كونه شخصية تحظى بقبول واسع ودوليا. في المواهب الصوتية الرائعة وله المادية تبدو جيدة جعلت منه واحدا من أكثر الشخصيات نقلت من السينما المكسيكية، والسينما المحكمة مربي ماشية الرقم الأول.
بيدرو إنفانتي
وبالمثل قال في وقت لاحق بيدرو إنفانتي، الممثل والمغني الذي عكس نيغريتي أصبحت صنما بين أقل الجمهور المكرر، وخاصة بين الطبقات الدنيا. أفلام مثل نحن الفقراء (1947)، وGarcias ثلاثة (1947) وسرعة كاملة (1949)، على سبيل المثال بعض من أكثر الفرق شعبية والافلام ضخمة وبسرعة وضعت للكثيرين في فئة أكثر المعبود المكسيكي شعبية.
تمثال الفروسية من بيدرو إنفانتي في ميريدا، يوكاتان.
بيدرو ارمينداريز
أصبح بيدرو ارمينداريز فاعل النجاح الدولي من مدير اميليو «إل الهندية» فرنانديز. وكان فرنانديز قادرة على الاستفادة من الخصائص الفيزيائية للارمينداريز (حسن، شخصية رجولية، والفصائل الأصلية وجه رقيق جدا)، وأصبح النموذج الأولي من «مفتول العضلات» أو المكسيكي الرجل الذي يقود متعافية. في وقت لاحق فاز ارمينداريز صناعة السينما في هوليوود وبعض الدول الأوروبية.المغنيات
هوليوود تشبه الطريقة، في السينما المكسيكية كان هناك أيضا «عبادة مغنية»، التبجيل من الشخصيات النسائية تصل إلى مستوى الأساطير (مثل غريتا غاربو ومارلين ديتريش). على الرغم من أن العديد من المحاسن filmic ظهرت في العصر الذهبي، فقط تمكن ثلاثة منهم من تجاوز وتحويل وجوههم في اتجاه كل أفلامه: ماريا فيليكس، دولوريس ديل ريو وسيلفيا بينال.
ماريا فيليكس
كانت ماريا فيليكس حالة استثنائية في السينما المكسيكية. امرأة في غاية الجمال والشخصية القوية التي تهيمن على الفور أدوار «مصاص الدماء» و«الفاتنة فام» من الأفلام المكسيكية. قبل نجاح ماريا فيليكس، كانت النساء في أدوار مساندة (أمهات بنكران الذات، والصديقات منقاد). وبناء على نجاح فيليكس، بدأت المزيد من الأفلام مع الموضوعات الإناث إلى أن تتحقق. فيلم دونا باربرا (1943)، بدأت أسطورة ماريا فيليكس كما لا دونا، وامرأة غير قابلة للتحقيق والتي لا تقهر. جمال وشخصية فريدة من نوعها من فيلم ماريا فيليكس قادها إلى غزو السينما في أوروبا.
ماريا فيليكس
دولوريس ديل ريو
دولوريس ديل ريو في أفضل حالاتها يمثل واحدا من أعلى المثل العليا للجمال الأنثى المكسيكي. لم أسطورة دولوريس ديل ريو لم تبدأ في المكسيك، ولكن في هوليوود، حيث حقق مكانة مغنية في العشرينات والثلاثينات، من الصعب جدا لممثلة من أصل لاتيني. بعد أكثر من يستحق المهنية في هوليوود، عاد دولوريس إلى المكسيك، حيث تمكن من الحفاظ على وحتى رفع المكانة التي كانت تتمتع بها في الولايات المتحدة، وذلك بفضل سلسلة من الأفلام صنعت خصيصا لها، لها معجب الأبدي، ومدير اميليو فرنانديز. أفلام مثل زهرة برية وماريا كانديلاريا (1943) مرت في صورة المكسيك في جميع أنحاء العالم، وأصبح دولوريس ديل ريو رمزا وطنيا، بعد أن لسنوات عديدة، رمزا لل«المكسيكي» في الخارج.
دولوريس ديل ريو
سيلفيا بينال
بدأت سيلفيا حياته المهنية في سن المراهقة، لأول مرة في المسرح، ثم انتقل إلى السينما، حيث تحدث لأول مرة في عام 1949. سيلفيا الاعتراف باعتباره واحدا من النجوم المغنيات كبيرة للسينما المكسيكية من خلال المشاركة في فيلم الغريب في الدرج (1954)، والمخرج توليو Demicheli، الذي ينفذ عشرات الأشرطة النجاح الكبير الذي يؤدي إلى قهر الصناعات filmic إسبانيا وإيطاليا. سيلفيا تحقيق الاعتراف الدولي من قبل في بطولة ثلاثية الفيلم الشهير مع المخرج الشهير لويس بونويل: Viridiana (1961)، وإبادة إنجيل (1962) وسيمون الصحراء (1965). وقد حصل على العديد من الجوائز العالمية، بما في ذلك أربع جوائز ارييل لعملها في السينما المكسيكية. كما تم تكريم في الخارج، هي أم من سلالة كاملة من الممثلات والمغنين. هي شركة رائدة في مجال السياسة إلى الحصول على مقاعد في المجلس التشريعي نائبا في البرلمان، النائب الاتحادي ومجلس الشيوخ، وكانت له مشاركة غزوة التي ترأس الرابطة الوطنية من الجهات الفاعلة المجاري. حاليا لا يزال ساريا كمنتج، ممثلة وكاتبة.
بينال وإلكه سومر في الفيلم الإيطالي Uomini ه Nobiluoimini (1959).
كوميديا
حققت العديد من الكوميديين تكريس في السينما المكسيكية. من اسلوب كوميدي الغار وهاردي (كما رقاقة وCapulina أو Manolín وShilinsky) إلى الجهات الفاعلة المستقلة التي حققت الأزواج ملصق ضخمة.
كانتنفلاس
ماريو مورينو «كانتنفلاس»، ظهر الممثل الكوميدي والتمثيل الصامت من الخيام الشعبية، وحقق شعبية كبيرة منذ انضمامها إلى السينما مع تصويره من حرف اسمه كانتنفلاس، وهو 'peladito "من حي الشطي، ودية وبارع مع طريقة في الكلام جدا ملتوي (و"رطانة" متورط حتى التحدث بدون كلام طبعا). يتمتع كانتنفلاس نجاح غير عادي. على الرغم من أنه كان يعمل في صناعة هوليوود، وكانت اللغة دائما مشكلة بالنسبة لشخصيتها تخثر بين الجمهور الأميركي.
ماريو مورينو كانتنفلاس
تين تان
وكان الممثل الكوميدي بارز آخر جيرمان فالديس «تين تان». امتلاك نعمة عظيمة والتنوع، وكان أيضا مغنية ممتازة. أصبحت مشهورة في وقته (ظهرت الحركة الثقافية في العشرينات في شيكاغو، بين المجتمع أسباني في الولايات المتحدة) شخصية Pachuco. واستندت أفلامه بشكل رئيسي على حالات الساخرة والعبثية، وأرقام الموسيقية الموهوبين مع شخصيات من هرج كبير وجاذبيتها واسعة من الإناث. «تين تان» وحتى اليوم، قد وصلت إلى تأثير ثقافي كبير بين بعض قطاعات الرأي العام المكسيكي، والسينما لها، ومستوى العبادة.
تمثال جيرمان فالديس «تين تان» في زونا روزا مكسيكو سيتي.
الشخصيات الشهيرة الأخرى
في نظام النجم المكسيكي شخصيات بارزة أخرى ظهورها ارتورو دي قرطبة، خواكين Pardavé، سارة غارسيا، إغناسيو لوبيز تارسو، وسولير الإخوة: الأحد، أندريس فرناندو وجوليان. ديفيد سيلفا، إميليو Tuero، روبرتو كانيدو، ارنستو الونسو، كولومبا دومينغيز، ميروسلافا، مارغا لوبيز، إلسا أغيري، غلوريا مارين، ماريا ايلينا ماركيز، كارمن مونتيجو، أندريا بالما، ايزابيلا كورونا، Prudencia غريفل، لويس أغيلار، أنطونيو أغيلار، كارلوس لوبيز موكتيزوما، ميغيل Inclán، رودولفو أكوستا، والاخوة تيتو وفيكتور الجنك، أدلبرتو مارتينيز «الينابيع» وأنطونيو إسبينو "Clavillazo" ضمن أشياء أخرى كثيرة.
حققت بعض الشخصيات المكسيكية الأخرى مستوى الخارج الاعتراف. أصبحت كاتي خورادو هام وسعى بعد ممثلة في صناعة هوليوود، وحصل على جائزة ترشيح أوسكار من الأكاديمية الأمريكية للأفلام، في حين حققت سيلفيا بينال الاعتراف في مجال الفن السينمائي، خاصة بفضل تعاون له مع مدير لويس بونويل.
فيلم Rumberas
في الأنواع الأخرى، ومثل المسرح الموسيقي إلى حد كبير من قبل ما يسمى فيلم rumberas، الفضول سينمائية حصرية من المكسيك، مكرسة لتمجيد فيلم من هذا الرقم من rumbera (الإيقاعات الأفريقية الكاريبية الراقصات). وكانت الأرقام
روزا كارمينا (1951)
ومثلت في أفلام السينما العصابات السوداء (حتى شعبية في هوليوود في 30S و40s) في المكسيك من قبل مدير «عبادة» خوان Orol.
الرعب والخيال العلمي
وكان هذا النوع من الرعب والخيال العلمي مكانة خاصة جدا وصلت أوجها في الستينات. الأفلام يضم المصارع المكسيكي إل سانتو هي الأكثر شهرة من الوقت. وكانت الجهات الفاعلة الأخرى واردة في هذا النوع جيرمان روبلز، هابيل سالازار وأريادن التر.
كما فيلم باللغة الأسبانية القوة الرئيسية في المكسيك في ذلك الوقت، جذبت صناعة الشخصيات الهامة الأخرى من صناعة الأفلام الأخرى الناطقة. وكانت أهم الإسبانية سارة مونتيل والأرجنتين ليبرتاد LAMARQUE.
ازدهرت العديد من المخرجين المرموقة في صناعة السينما المكسيكية في عصرها الذهبي. وكثير منهم foguearon العمل كمتدربين في هوليوود في الثلاثينات.
اميليو «إل الهندية» فرنانديز
واحدة من أهم ومؤثر المعترف بها في هذه المرحلة من صناع السينما السينما المكسيكية كان اميليو «إل الهندية» فرنانديز. كان اميليو خالق قوم الفيلم المكسيكي ونوع الأصليين التي ساهمت في اكتشاف الثقافي والفني الذي عاش المكسيك في الأربعينات، وحيازة جمالية لا تشوبها شائبة وفريدة من نوعها (التي تحققت إلى حد كبير وذلك بفضل مساعدة من ضربة رأس مصور، غابرييل فيغيروا). غابرييل فيغيروا كمصور، موريسيو Magdaleno ككاتب والجهات الفاعلة بيدرو ارمينداريز، دولوريس ديل ريو، ماريا فيليكس وكولومبا دومينغيز، وقال انه توجه العديد من المنتجات التي تعزز العادات والقيم الوطنية المرتبطة الثورة المكسيكية.
رئيس لويس بونويل، عمل النحات ايناكي، في مركز بونويل، كالاندا، اسبانيا.
لويس بونويل
كان شخصية مهمة أخرى في المكسيك فيلم اللاجئ الإسباني، المجنسين المكسيكي لويس بونويل. ما يسمى ب «أب السريالية فيلم» صنع في المكسيك معظم من له أفلامه واسعة، وساهم بشكل كبير في صعود السينما المكسيكية في المرحلة الثانية من عصرها الذهبي في الخمسينات. النسيان الشريط (1950)، وقال انه حقق له تأثير هائل على السينما العالمية، ومدى التعرض للنظر منظمة اليونسكو من التراث الثقافي للبشرية. واحدة من آخر أفلامه في المكسيك، وكان الأسباني المكسيكي الإنتاج المشترك Viridiana (1961)، الذي فاز بالسعفة الذهبية مهرجان Cannes.4 الأشرطة الأكثر شهرة باقي بونويل في المكسيك كانت تصل إلى السماء (1952)، الإجمالي (1953)، اختبار جريمة (الحياة الجنائية Archibaldo دي لا كروز، 1955)، Nazarín (1958-1959)، الملاك إبادة (1962) وسيمون الصحراء (1964-1965).
المخرجين الآخرين
وكانت الإدارة المهم الآخر خوليو براتشو (الآخر من الفجر، 1943)، إسماعيل رودريغيز (نحن الفقراء، 1947) وروبرتو Gavaldón (ماكاريو، 1960)، وغيرها.
استوديوهات شوروبوسكو
في عام 1945، مع تصوير الفيلم مورينا بلدي الاثنان (المكسيك، 1945)، فرناندو ريفيرو، في منطقة واسعة تضم خمسة هكتارات في النادي مستعمرة البلاد، جنوب مكسيكو سيتي، دخل حيز النفاذ استوديوهات شوروبوسكو، وسرعان ما أصبحت واحدة من أهم آنذاك قوية ... العصر الذهبي 1953 صناعة المكسيكية كامل، وأداء ما يصل إلى 90 فيلما سنويا. في الوقت الذي اقره نفس شوروبوسكو ماريا فيليكس بيدرو إنفانتي، اميليو «الهندية» فرنانديز وماريو مورينو «كانتنفلاس» 5
فيلم «كروس»
ومع ذلك، بدأت السينما المكسيكية لإظهار أعراض عدم حق تماما. للحفاظ على معدل العمل المنجز خلال الحرب، قررت شركات الإنتاج لخفض تكاليف إنتاج الأفلام. وبالتالي فإنها انتشرت يسمى «الفطائر» الأفلام ذات الميزانيات المنخفضة، تم تصويره في وقت قصير وضعف الجودة الشاملة.
قانون صناعة الفيلم
في ظل حكومة ميجيل اليمان فالديز، صدر قانون صناعة السينما. وقد ترك لوزارة الداخلية، من خلال المديرية العامة للسينما، ودراسة وحل المشاكل المتعلقة السينما. وقد اتخذ هذا القرار والتي في النهاية تؤثر سلبا على تطور السينما بسبب الحاجة للسيطرة على احتكار المعرض الفيلم التي كانت موجودة في تلك السنوات.
في أواخر 1950s، عندما أطلق هوليوود التزاماتها كما كانت آلة الدعاية، بدأت صناعة المكسيكية للعيش صعوبات خطيرة، وعلى الرغم من الاهتمام استمرت في صناعة الأفلام، عدد ونوعية انخفض إلى حد كبير. قررت الدراسات المكسيكية في صناعة الأفلام في اللون، مع نظام Eastmancolor، لكونها أرخص من تكنيكولور وMetrocolor.
موسيقى الروك أند رول فيلم
2 فترة الانتقالية
2.1 افلام الرعب المكسيكيه
3 السينما المكسيكية الجديدة
4 المهرجانات
5 مهرجان السينما الدولى في غودا الآجار
6 قائمة المراجعة
7 ملاحظات
8 السيرة الذاتية
9 وصلات خارجية
تاريخ
البدايات
وصلت السينما في المكسيك بعد ما يقرب من اثنى عشر شهرا وظهوره في باريس في ليلة 6 أغسطس 1896، الرئيس بورفيريو دياز وعائلته واعضاء حكومته المندهشة من ما شهدته من صور متحركة المبعوثين من اخوان لوميير المتوقع من السينما في واحدة من قاعات قلعة شابوليتيك.
كان نجاح وسيلة الترفيه الجديدة على الفور وقد وافق دونبورفيرتو على استقبال كلود فرديناند وفون برنار وغابربيل الذي ارسلوا بواسطة لويس واوغست إلى المكسيك في وسط جمهور. وبسب اهتمام كبير في التطورات العلمية في ذلك الوقت.
بالإضافة إلى ذلك حقيقة ان الاختراع الجديد الذي جاء من فرنسا ، وادعى القبول الرسمى له في المكسيك مع الرئيس الذي لم يخف ذوقه .
وبعد نجاحه لأول مرة خاصة، قدم المخرج لجمهور في 14 أغسطس من ذلك العام، وفي الطابق السفلى من فيلم الفضة الصيدلية التي يحدث في شارع يحمل نفس الاسم من مدينه المكسيك.
وكان الجمهور معبأ في مكان صغير كالقبو .وتكرر ذلك مرة تانى في الطابق السفلى في مقهى باريس ، وحيث دخل المصور صفقوا بقوة لظهوره أول مرة وبدات وجهات النظر من فيرى وبارند ، وتقع الفضة الصيدلية في مكان قريب جدا من مكان وبعدها بسنوات قليلة ظهرت أول مسرح في البلاد في القاعة الحمراء .
وكانت المكسيك أول دولة في الامريكتين التي تتمع الوسيلة الجديدة كما تم حظر دخول السينما إلى الولايات المتحدة عن طريق توماس الفا ديسون ، على الرغم من ان يشاع ان لدون بورفيريو أو حكومته زيارتها صداقة جيدة مع الحكومة الفرنسية في ذلك الوقت وبسب ذلك يفضل الاباء إلى المكسيك لتصوير وكانت أول بلد في أمريكا ليشهدوا هذة الوسيلة. وفي وقت سابق من العام نفسه وقد طورا توماس أرمنت وفرانسيس جينكينز في واشطن وظهر أيضا هناك جهاز مشابه لمصور وهو الميكرسكوب .
وقد تمكن أديسون بحصوله على حقوق شراء الميكرسكوب والفكرة لتسويقه تحت اسم صور متحركة ووصول هذا الاختراع للومبير اديسون يعنى دخوله إلى المنافسة الذي لم تشهد من قبل.وقد زار البرازيل والأرجنتين وشيلى وكوبا وكولومبيا وغيانا أيضا من قبل المبعوثين من لومبير بين عامى 1896_1897. ومع ذلك كانت المكسيك الدولة الوحيدة في الامريكتين حيث جعلت الفرنسية سلسلة من الافلام التي يمكن اعتباره من المبادرين لتاريخ السينما.
ووصل في نفس العام الميكرسكوب من الولايات المتحدة إلى المكسيك ومع ذلك كان الاثر الاولة للسينما التي لم تترك فرصة لاديسون للاستلاء على جمهور المكسيك. وايضا في نفس العام وصل برنارد وتم تصوير فيلمه الذي كان هو فيه يلعب دور رئيس الجمهورية على حصان ماشى في غابة تسابولتييك و35 اخرة من الافلام الصغيرة في العاصمة غودا الاخار وفيراكروز.
واحد من افلام المخرجين الفرنسية بعنوان (مبارزة بمسدس في غابة تسابولتييك) وتسبب في ضجة لان الناس لا يفرق الواقع عن الخيال .وهذا الفيلم يمكن ان يكون مستوحاه من فيلم توماس الفا اديسون بعنون بيدرو غونزاليس ، وهي مبارزة مكسيكية قدمها قبل ثلاث سنوات في عام 1897 كان أول فيلم صامت ينتج في المكسيك باسم (شجار الرجال في زوكالو).
وكان صناع السينما المكسيكية الأولى لمهندس (سلفادرو توسكانو) عام 1898، غييرمو بيبريل منذ عام 1899م ، والاخوة ستال والاخوة الفا أول ميزة مكسيكية بعنوان مقالات الرئاسة في ميرليا وهو فيلم وثائقى عن زياران الرئيس من دياز إلى جزيرة يوكاتات .
في عام 1898 قدم (شارع الروح المقدسة) بجهاز ارستوجرافو وهو جهاز اخترعه المكسيكى لويس ادريان واتفانهم فشل المحاولات وغيرها من الصور لمشروع المخترعين في مجال الإغاثة. واختراع العدسة التي تحتوى عل. توائم داخل سيارة الدفع من قبل تيار الكهربائى في مثل هذه على الطريقة التي في كل مرة المقابلة لمرأى العين من العين الأخرى واعترضوا آلية. الصور تأتى بسرعة بحيث التي لها تاثير الانطباع المستمر على شبكية العين ، ويبدو ان وجهات النظر تسليط الضوء ليس فقط ، ولكن أيضا تظهر ثابتة تماما عندما يتم استخدام المنظار .
ووفقا لناقد ومؤرخ السينما المكسيكية إميليو غارسيا بيرا، فان ظهور صناع السينما المكسيكية الأولى لا طاعة الشعور القومى، ولكن لابد من الطابع البدائى الذي كان الفيلم ثم افلام القصيرة، اقل من دقيقة واحدة، التي تسبب في حاجة مستمرة لمواد جديدة لعرضها .
والمواد المدفوعة، تندفع برنار في المكسيك ومنهم في فرنسا والذي تم تصويره في المكسيك وكانت اشترتها برناردو أغيرى وذهب عل. الساشة لفترة من الوقت. ومع ذلك لومبير يظهر توقف العالم في عام 1897، وبعد ذلك كانت تقتصر على بيع الاجهزة ونسخ من الرأى القاتل بأن مبعوثية قد اتخذت في البلدان التي زاروها. وسبب هذا الملل السريع من الجمهور، والذي كان يعرف عن ظهر قلب وجهات النظر التة كانت كل الغضب قبل بضعة أشهر .
سلفادور توسكانو المخرج الأول المكسيكى
بدأ في عام 1898 مديرا ومهندسا سلفادور توسكانو هو الذي خصص لعرض الافلام في فيراكرور .وعمله واحده من الدول القليلة التي لا تزال منذ الايام الأولى للسينما. وفي عام 1950 ابنته كارمت توسكانو نشرت العديد من الأعمال على فيلم روائى طويل بعنوان ذكريات المكسيكية 1950.شهد توسكانو مع كاميرته مختلف الجوانب الحياة في البلد خلال بورفيرباتو والثورة المكسيكية وقد بدأت في الواقع فأن الجانب الوثائقى الذي كان الكثير من الاتباع في المكسيك.
السينما الصامتة
(مبارزة بمسدس في غابة تشابولتيتك) تم ايتنادا على يد استنادا على يد فرانسيين برنارد وفيرى الفرانسين مبنية على قصة حقيقة وقعت قبل فترة وجيزة نائبين في غابة تشابولتيتك .
وكانت إعادة بناء الاحداث الشهيرة لم تكن جديدة في عام 1896، وقام أديسون بتصوير شريط صغير للمصور والحركات التي ربما تكون قد الهمت من الشريط غونزاليس وبيدرو السكيرا وكانوا هم أول رجلين مكسيكين يظهروا في الفيلم.
وكانوا هم رجلان واجه في مبارزة بالسكاكين وكانت هذة الصورة من المكسيكى عنيفة ومنذ ذلك الحين والصورة النمطية التي فرضتها الولايات المتحدة هو ان يشير إلى المكسيك .
سلفادور توسكانو تم تصويره في عام 1899 نسخة قصيرة من دون خوان تينور واظهر هذا الفيلم التناقض الذي اتخذ الخيال في ذلك الوقت، وكانت الوثائق التي سجلت أداء المسى رحى من اللعب ولكن ذلك كان الخيال انه اظهر فقط على أداء الممثلين.
في عام 1907 ادلى الممثل فيليب دى خيسوس هارو أول الطموح النار فيلم الخيال في المكسيك وصهيل دى دولوريس أو استقلال المكسيك 1907.
نفسه هارو ناقش المحرر ميغيل هيدالغو وكتب القصة ، كان الفيلم يعرض اجبرا كل 15 يوم واستمر ذلك حتى 1910 .
كانت افلام الخيال الأخرى من تلك الحقبة ، سان الاثنين المؤيد أو سان ليلة الاتنين الحارسة 1906، الشريط الهزلى يفترض إخراج مانويل نورييغا مغامرات تلميح الأعلى في تشابولتيتك 1907، في عام 1909 أول فيلم خيالية قصيرة بواسطة روساريواموسوا من انريكى روساس .وذكرى وفاة من الاخوان ألفا ، وقدمت نسخة عام 1912 لانرت من اخوان البا والفيلم الخيالى لايزال قائمة. وهذا الفيلم كوميديا من بطولة الممثلين انطونيو فيسنتى الفرج وكوميديين من مسرح غنائى ممايدل عل النفوذ الفرنسى الملحوظ في اسلوب صناعة الفيلم .تميزت الثروة القوس الكبير في اداء الأفلام الخيال في المكسيك .مع نهاية رسمية للصراع في عام 1917، وعلى ما يبدو لاحياء هذا الجانب للفيلم .والان في شكل فيلم.
في عام 1917، وجاء استيراد الرئيسى من الافلام إلى المكسيك من أوروبا والانتهاء من الولايات المتحدة لا تؤيي نفسها كمركز منتج للفيلم الرئيسى، ولكن هوليوود قد بدأت تظهر مثل مكة المكرمة في المستقبل السينما. في إضافة العلاقات المتوترة بين المكسيك وفي الولايات المتحدة ، جنبا إلى جنب مع الصورة النمطية من عصابات المكسيكية في العديد من الافلام الأمريكية في تلك الحقبة .
وكانت فرنسا وإيطاليا وانماط لمتابعة لاعادة افتتاح الخيال السينما المكسيكية في عام 1917. وفي هذا العام اشتعلت نار المكسيك واخرجت فيلم إيطاليا باسم الحريق التانى لعام 1915 الذي لعبت دوره الممثلة التي حقتت شعبية كبيرة في المكسيك وهي بانا مانيتشلى وعرضت فيه مفهوم لفيلم أظيفا سابقا نستخدمه سابقا للمسرح أو الاوبرا
ماريا تيريزا مونتايا وهي ممثلة المكسيكية ونجمة فيلم الرمادية للسيارات
ضوء بالثلاثى الحياة الحديثة 1917 وهو عنوان أول سمة رسمية من السينما المكسيكية والرسمية صفة لبعض الكتاب لتعرف على عمل يوكاتان كارلوس مارتينيزدى أرديدوندو ومانويل الذي تم تصويره من قبل عام 1810 باسمcirerol sansores أول من محرريين من المكسيك 1916 الذي هو على الأرجع ميزة الأولى للخيال الوطنى .
وكانت الأفلام الشهيرة الأخرى في هذا العصر الذهبى الأول في النفس والدفاع 1917 والنمرة 1917 والحالم وكلها التي تنتجها الأزتيك أفلام. هذة الشركة ، التي تأسست من قبل وانريكى روساس ، وأول شركة دارب الممثلة لسينما المكسيكية مدير للسينما الوطنية.
ولدت موضوعات صاحبت السينما المكسيكية في السنوات من 1917 إلى 1920. وتيبياك 1917 وهو الفيلم الذي تتعلق بشكل غريب على ظهورات العذراء غواد لوبى مع غرق سفينة في القرن العشرين ، تم تصويره من قبل فرناندو ساياجو تيارى 1917 من قبل لويس يزاما ، الذي يحافظ على علاقة وثيقة في حجته مع افلام مثل الحب الهندى 1957 الهندى الذي يقع في الحب مع وريثه غنية من الجلد الأبيض. واخيرا ياتى المقدسة البغى التي أنشانه الكاتب فيديريكو جامبوا الذي كان أول ظهور فيلمه في فيلم من عام 1918 مع الممثلة باردو وقام باخراجه لوبس ج مع الممثله الفنزولبة ايلينا سانشيز كبطلة.
تنويه خاص للسيارة الرمادية 1919 بلاشك الأكثر شهرة في الافلام الصامتة في عصر السينما المكسيكية التي تم تصويره بواسطة انريكى روساس كبير النظر في المرات التي وردت اسماؤهم في هذا النص الفيلم ليس هذا حقا بل هو سلسلة من اثن عشر حلقات يحكى مغامرات الفرقة الشهيرة في سرقة المجوهرات التة اشتهر في مدينة المكسيك عام 1915. وكان الفيلم من بطولة ماريا تيريزا مونتونيا الممثلة التي تتمع بشعبية كبيرة وسمعة طيبة في مسرح أمريكا اللاتينية .
رامون نوبارو المكسيكى الشهيرة في هوليوود الأفلام الصامته على المنافسة وخليفته في وقت لاحق من ى ودولفوفالتبنو .
في عام 1919 قد خفقت الاحتكاك مع جارتها الشمالية وبدأت السينما في هوايوود لغزو الأسواق في جميع انحاء العالم .شهد العقد 1920 -1929 التحول من العالم. في الحرب العالمية الأولى قد غيرت جذريا قيم كثيرة من المجتمع ، وحاول الناس ان ننس من عاش الرعب حتى عام 1919. وفي العشرينات السعيدة ولدت الإذاعة وموسيقى الجاز والتتانير القصيرة والفاشية والنازية والكساد الاقتصادى الأمريكى .
في عام 1927 تحدث الفيلم عن أول مرة لمعنة الجاز (الآن كروسلاند) وأصبح رأس الحربة في فيلم جديد ، الصوت من تلك اللحظة .
بدأ يراهن السينما وفي كل شئ على الكلمات والموسيقى ، ومعلنا في حقبة جديدة في تاريخها. بعد عام 1920 وكان الفيلم المكسيكى مهمته متفاوتة ضد تزايد الإقبال على السينما في هوليوود. أسمائهم هم ودولفو فالنتينو - (توم ميكس) وغلوريا سوانسون تنافست مع ميزة كبيرة ضد كارلوس فياترو غولكوندا ودى يجيا ايلينا، سانشيز فالنزويلا، وطعم الجمهور المكسيكى .
وعموما فإن القليل جدا منهم يمكن إنقاذ الفيلم المكسيكى الصامت من العشرينات. ولعل الأهم من العقد للسينما لدينا كان إعداد الحصول على مختلف الفاعلين والمخرجين والفنينين المكسيكين في هوليوود. الجهات الفاعلة المكسيكية كما رامون نوبارد دولوريس ديل ريو ولوب فيليز ونقل عن النجوم اكبار في هوايوود عام 1920 .
ومن بين المخرجين فرناندودة فوينتيس ، إميليو فرنانديز ى ت، روبرتو وجوسليتو رودريجييز التعليم فيلمه في هوليوود. وهكذا السينما المكسيكية كانت تستعد لما يمكن أن يكون عصر ذهبى.